# 사이버 전쟁

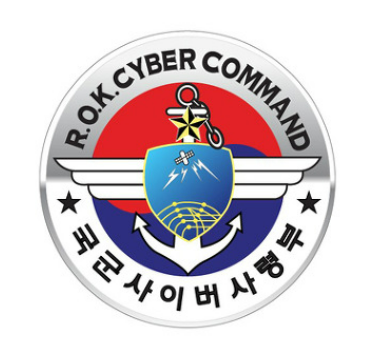
국군사이버사령부

사이버 전쟁(cyberwarfare, CW)은 정보화 기술을 이용하여 인터넷 공간 내에서 벌어지는 정보 작전(Intelligence Operation, IO)들을 의미한다.
정보전(information warfare, IW)/사이버전이라고도 부른다. 정보기관에서 총괄적으로 수행하는 행위인 정보(첩보) 작전(情報作戰, Intelligence Operation)과는 의미가 다르니 주의. 수행 방식과 목적에 따라선 심리전, 민사작전, 특수전으로도 여겨진다.
정부소속의 정보기관이나 사이버군이 시행하는 경우도 있으나 민간 해커조직들이 감행하는 경우도 있다.

## 사이버 전쟁의 형태

### 사이버 타격/방어전
해커를 이용한 조직적 공격으로, 대표적으로 2009년 러시아 해커가 키르기스스탄 내 미군 공군기지 주둔 관련 정치문제로 주요 인터넷 전산망을 상대로 사이버 공격을 한 사례가 있다.

### 물리연계전
사이버 공격을 통해 국가기반 시설을 마비시키는 공격으로, 2008년 러시아와 조지아의 무력충돌이 확산되던 중에 러시아 ‘러시아 비즈니스 네트워크’ 사이버 범죄 조직이 조지아 대통령 홈페이지를 비롯한 의회, 국방부, 외교부 사이트에 대해 서비스 거부 공격을 한 사례가 있다.

### 사이버 첩보전
국가 기밀을 수집하거나 절취하는 공격으로, 해킹을 통해 적국의 정보를 빼내 타격을 줄 수 있다. 2009년 사이버스파이들이 미국 국방부 전산망에 침투하여 F-35 전투기 설계자료 등을 유출한 사건이 대표적인 예다.

### 사이버 심리전
국론 분열 및 기만정보 전파에 관한 공격이다. 인터넷 여론전을 시행해서 친정부 여론을 웹상에 유포하거나 반대로 상대방 정부에 대한 반정부 여론을 불러일으키기도 한다. 가짜뉴스를 퍼뜨려서 유언비어로 사람들을 속이기도 하는 등의 방법도 있다. 2010년 천안함 사태에 대한 기만정보를 퍼뜨린 사례를 예로 들 수 있다.

## 사이버 전쟁의 특징

### 저비용
사이버 전쟁은 전쟁을 준비하는데 드는 비용이 상대적으로 저렴하고, 그에 비해 높은 파급 효과를 얻을 수 있다. 직접 부딪히는 전쟁에 비해서 효율적인 전쟁능력을 적은 비용으로 구입, 개발하여 보급할 수 있기 때문이다.

### 공격에 대한 대응의 어려움
공격대상에 직접 접근할 필요 없이 통신망이 연결된 곳이라면 어디든지 공격이 가능하고, 증거를 남기지 않아 공격자와 공격 장소의 추적이 어렵다. 또한 공격 징후를 파악한다 해도 공격에 대한 대응시간을 충분히 확보하기 어렵다.

### 전선의 구분 없음
일반적인 전쟁이 전선에서 맞붙어 전투를 치루는 반면, 사이버 전쟁은 전,후방 구분 없이 타격이 가능하다.

## 사이버 전쟁의 분류

### 사이버 공격
해킹 또는 물리적 파괴가 있으며, 사이버 전쟁이 발달함에 따라 공격 수단도 꾸준히 발전하고 있다. 일부 군사 전략가들은 사이버전 전략을 해커 전쟁, 사이버 전쟁, 네트워크 전쟁의 세 단계로 구분하기도 한다.

#### 해킹
해킹은 컴퓨터 및 프로그램과 데이터를 표적으로 수행된다. 해킹은 특정 시스템의 보안 구조상의 취약점 을 통해 침투하여 시스템의 작동을 정지시키나 자료의 파괴 및 도용, 서비스 도용, 악의적인 모니터링, 허위정보 추가행위 등을 함으로써 적의 정보체계를 혼란 및 마비 시킬 목적으로 수행된다.

#### 물리적 파괴
물리적 파괴는 사이버 공간을 지배하기 위하여 전자기 펄스 탄, 전자파 공격, 나노머신 및 고출력 전자 총 등 물리적 수단을 이용하여 적의 정보체계상의 하드 웨어를 파괴 및 마비시키는 행위이다.

### 사이버 방어
정보 보호와 물리적 방호로 세분화 되며, 정보의 훼손, 변조, 유출을 막거나, 적의 물리적 파괴행위로부터 아군의 정보 체계를 보호하는 행위 등이 속한다.

#### 정보 보호
정보 보호는 정보의 수집, 가공, 저장, 검색, 송신, 수신 과정에서 정보의 훼손, 변조, 유출 등을 방지하기 위한 관리적, 기술적 수단 또는 그러한 수단으로 이루어 지는 행위를 말한다.

#### 물리적 방호
물리적 방호는 적의 물리적 파괴행위로부터 아군 의 정보체계를 방어하는 행위이다.

## 사이버 전쟁의 발전 양상

### 사이버무기체계

#### 대한민국

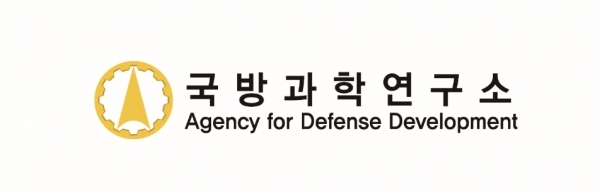
국방과학연구소

국내에서는 사이버전무기체계 적용에 필요한 기술을 사전에 확보하기 위하여 국방연구개발의 사업 형태 중 하나인 핵심기술 연구개발 사업을 통해 다양한 사이버전 무기체계 기술의 연구개발을 수행하고 있다. 국방과학연구소뿐만 아니라 산·학·연 주관의 사이버전 무기체계 기술의 핵심기술 연구개발 또한 점차 증가되고있는 추세이다. 국내 사이버전무기체계 기술의 연구개발 또한 해외 선진국들과 마찬가지로, 4차 산업혁명의 중심기술인 인공 지능, 딥러닝, 빅데이터 등의 기술을 적용한 연구개발이 진행되고 있다.
또한 사이버 전쟁 인력을 양성하기 위해 국방부는 "사이버 전문인력"을 도입하여 "사이버 전문특기(자격)"을 부여한다. 사이버 전쟁을 대비한다. "사이버 전문인력"이란 사이버 정책수립, 교리정립, 대응기술 연구개발, 사이버 위협의 탐지, 분석 및 공격을 주임무로 수행하는 핵심인력으로서, 사이버 분야와 연관된 업무를 수행하는 인원 중 경력, 전문자격, 학력, 능력 등을 고려하여 선발된 인원을 말한다. "사이버 전문특기(자격)" 이란 사이버 전문인력에게 부여하는 특기(자격)을 말한다. 고려대학교 사이버 국방학과 졸업생은 전원 사이버 전문인력으로 선발된다.

#### 미국

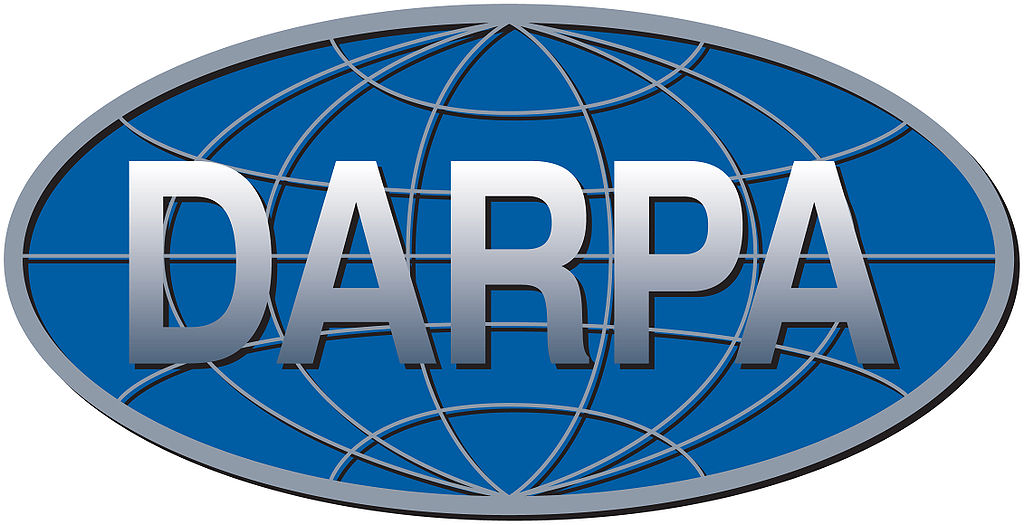
방위고등연구계획국(DARPA)

미 국방부 고등 연구계획국(DARPA: Defense Advanced Research Projects Agency)을 중심으로 사이버무기체계에 적용 가능한 다양한 프로그램들의 연구 및 개발을 수행 하고 있다. DARPA는 군이 사이버작전을 직관적으로 이해·계획하고 효과적으로 관리할 수 있도록 하는 시스템 프레임워크인 『Plan X』, 보안에 강력한 차세대 호스트 설계방식을 연구하는 『CRASH』, 클라우드 네트워크 공격을 탐지하고 대응하는 기술인 『MRC』, 디도스 공격에 대한 복력 향상 기술을 개발하는 『XD3』 등 다수의 사이버보안 기술 분야 프로그램들의 연구개발을 수행하였으며, 운영기술(OT : Operational Technology) 보안, 인공지능, 사회공학, 빅데이터 등의 다양한 기술 분야와 융합된 사이버보안 기술의 연구개발 프로그램들이 증가하고 있는 추세이다.

### 사이버 전쟁 대응(우크라이나의 사례)
우크라이나-러시아 전쟁에서, 러시아는 우크라이나를 향한 사이버 공격을 강행했다. 러시아의 공격에 우크라이나 국민은 하루아침에 정부 시스템이 타격받고 여권 등 개인정보가 유출되기도 했다. 러시아는 이후 정교한 사이버 공격으로 우크라이나의 위성 및 광역통신망 등을 장시간 무력화시켰다. 전력과 원자력 시스템을 공격해 우크라이나 지휘통제 등 군사작전을 교란했다. 이에 우크라이나는 국가 사이버안보 전략 수립 및 역량 강화를 추진하고,  IT Army of Ukraine 모집하여 대응했다. 또한 미국 등의 동맹국이 사이버사령부와 민간전문가를 개전 이전(2021년 11월)에 파견, 우크라이나 철도제어 시스템에 설치된 러시아 맬웨어를 사전에 제거하고, 정부와 계약을 체결한 민간전문가들이 개전 이전 사이버안보 전략 및 정책을 수립하였다. 민간인들도 함께 미국 정부가 필요한 지원들을 매개하며 러시아의 공격을 방어해냈다.

## 같이 보기
- 현금 자동 입출금기
- 컴퓨터 보안
- 분류:컴퓨터 보안 관련 기관
- 사이버스파이
- 사이버테러리즘
- 사이버 공격
- 신호정보
- 미국 사이버사령부
  - 제24공군
  - 제10함대 (미국)
  - 육군사이버사령부
- 사이버 범죄 조약

## 참고
1. ↑  김민욱, 「사이버전무기체계 기술의 연구개발 동향 및 발전 방향」, 『한국산학기술학회논문지』, 23권 5호, 2022, 275쪽
2. ↑  김민욱, 「사이버전무기체계 기술의 연구개발 동향 및 발전 방향」, 『한국산학기술학회논문지』, 23권 5호, 2022, 274쪽
3. ↑  “[시론] 사이버전 위력 보여준 우크라이나전쟁”. 2022년 6월 2일. 2022년 12월 28일에 확인함.

## 참고 문헌
- 박찬수, 박용석, 「사이버전의 개념과 대응방안에 관한 연구」, 『한국정보통신학회』, 2014, 521~524쪽
- 박호균, 「사이버전(Cyber Warfare)의 형태와 정보보호 기술」, 『한국콘텐츠학회 』, 11권 4호, 2013, 41~43쪽
- 김민욱, 「사이버전무기체계 기술의 연구개발 동향 및 발전 방향」, 『한국산학기술학회논문지』, 23권 5호, 2022, 272~278쪽
- 김소정, 「우크라이나 사이버전 대응사례와 한국의 역량 제고 방안」, 『INSS 전략보고』, 200호, 2022, 1~23쪽